# 엘 고르도 (은하단)
엘 고르도(El Gordo, ACT-CL J0102-4915 또는 SPT-CL J0102-4915)는 지구로부터 97억 광년 거리에 있는 은하단이다. 미국립과학재단의 지원을 받은 NASA의 찬드라 X-선 관측선, 아타카마 우주 망원경과 유럽남방천문대의 초거대 망원경을 통해 발견되었다.
공식적으로 "ACT-CL J0102-4915"이라는 명칭이 주어진 이 은하단은 연구원들에 의해 스페인어로 "뚱뚱한 사람" 또는 "큰 사람"을 의미하는 "엘 고르도"(El Gordo)라는 별명이 붙여졌다. 엘 고르도 은하단은 지구로부터 70억 광년 이상 떨어져 있다.
애스트로피지컬 저널은 텍사스주 오스틴에서 열린 219번째 모임에서 '엘 고르도'의 발견과 연구 결과를 발표하였다

## 관측

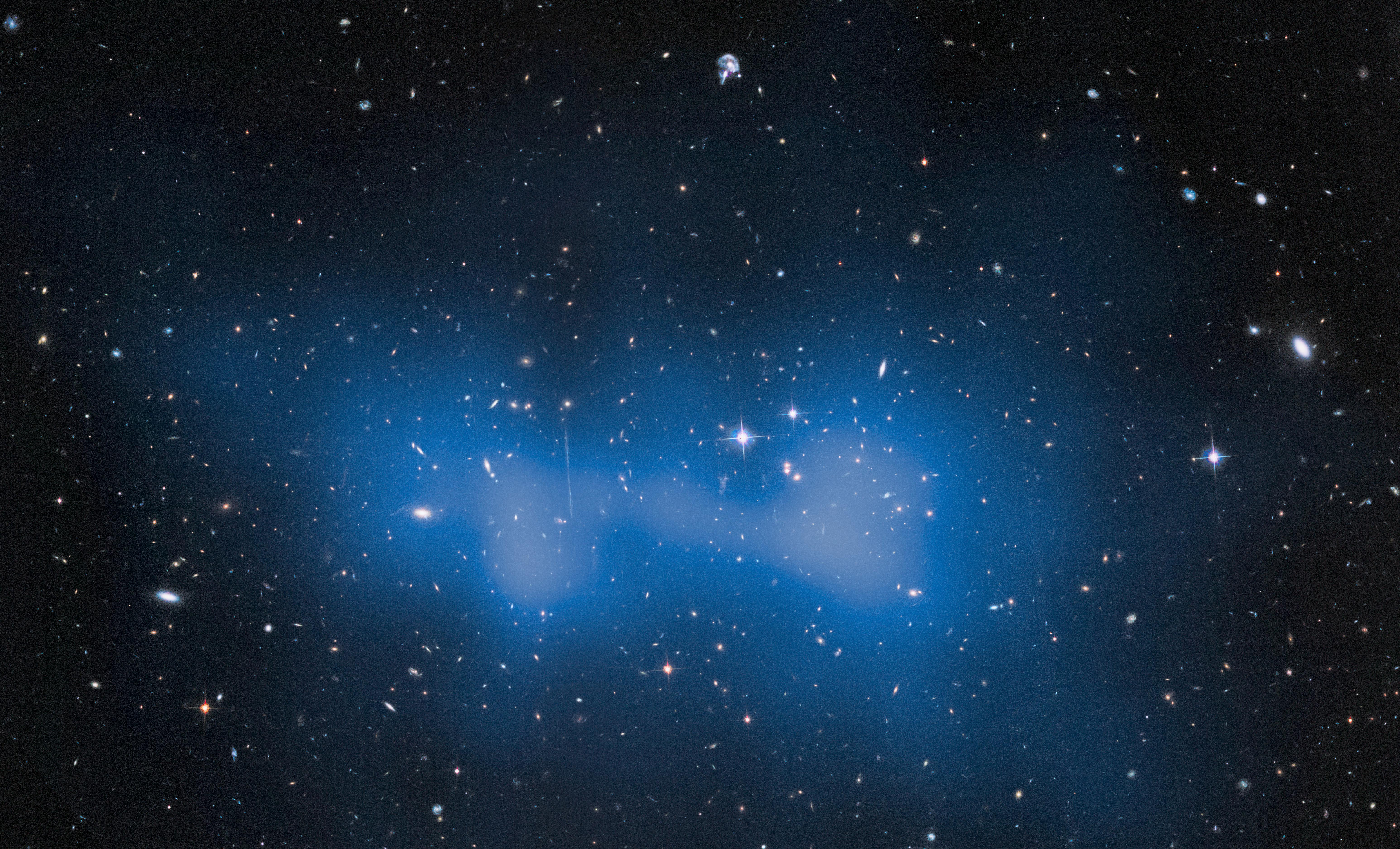
허블이 촬영한 ACT-CL J0102-4915.

엘 고르도 은하단은 발견 당시 그 거리(70억 광년) 이상의 환경에서 가장 무거운 은하단이었다. 연구를 주도한 러트거스 대학교의 펠리페 메넌튜(Felipe Menanteau)는 "이 은하단은 그만한 거리 이상에서 밝혀진 은하단 중 가장 무겁고, 가장 뜨거우며, 가장 밝은 X-선을 방출한다"라고 말했다.
유럽남방천문대의 초거대 망원경과 찬드라 X-선 관측선의 관측은 엘 고르도가 시간당 수백만 킬로미터의 속도로 충돌하고 있는 두 개의 독립적인 준은하단으로 이루어져 있음을 보여준다. X-선 자료와 다른 특징을 통한 이러한 관측은 엘 고르도 은하단이 십중팔구 총알은하단(지구로부터 40억 광년 떨어져 있는 은하단)과 같은 방식인 은하단 사이의 충돌을 통해 형성되었음을 시사한다. 칠레의 폰티피컬 가톨릭 대학교의 크리스토발 시폰(Cristóbal Sifón)의 말에 따르면, "이것은 우리가 처음으로 엄청나게 먼 거리에서 총알은하단과 같은 계를 발견한 것"이라고 한다.
2014년 NASA의 허블 우주 망원경을 이용한 연구에 따르면 엘 고르도의 질량은 태양의 3,000조 배로, 기존의 측정치보다 43 퍼센트 더 무겁다는 사실이 확인되면서, 2014년에도 발견된 먼 은하단 중 가장 무거운 은하단의 자리를 고수하고 있다.

## 같이 보기
- 은하단 목록